# فرانسوا ویلامیت‌ژانا
فرانسوا ویلامیت‌ژانا (فرانسوی: François Vilamitjana‎; ۳ اوت ۱۸۴۶ – ۱۹۲۸) قایقران قایق بادبانی اهل فرانسه بود.